# 罗伯特·布劳特
羅伯特·布勞特（英語：Robert Brout，/braʊt/；1928年6月14日—2011年5月3日），比利時理論物理學家，在粒子物理學領域做出重要貢獻。
1964年，布勞特和弗朗索瓦·恩格勒共同提出希格斯機制與希格斯玻色子理論。另外還有兩個研究小組也在同年獨立地提出類似結果，一組為傑拉德·古拉尼、卡爾·哈庚、湯姆·基博爾，另一組為彼得·希格斯。六位物理學者分別發表的三篇論文，在《物理評論快報》50周年慶祝文獻裏被公認為里程碑論文。
布饒特的主要研究領域為統計力學、粒子物理學、宇宙學。

## 生平
1928年6月14日，布勞特在美國紐約市誕生。1948年，獲得紐約大學學士學位。1953年，得到哥倫比亞大學博士學位。同年，他獲聘到羅徹斯特大學做研究。1954年，轉任職於比利時法語布魯塞爾自由大學。1956年，應聘為康乃爾大學的副教授。在康乃爾大學，他遇到客座博士後研究員恩格勒。兩人成為好朋友與工作夥伴。兩年後，恩格勒返還比利時，布勞特全家也跟著一起回歸法語布魯塞爾自由大學，布勞特在那裏擔任正教授。1980年，布勞特與恩格勒共同領導理論物理組。

## 發現希格斯機制
1964年6月，布勞特團隊發表了三頁論文，他們指出，假定在量子真空（quantum vacuum）裏純量場的振幅不等於零，則會引起自發對稱性破缺，從而促使某些規範玻色子獲得質量。由於電磁相互作用的光子與傳遞弱相互作用的W及Z玻色子都是規範玻色子，這結果是統一弱相互作用與電磁相互作用的關鍵。稍後，希格斯獨立發表論文概述怎樣能夠應用局域規範不變性來迴避戈德斯通定理。不久之後，希格斯發表第二篇論文，他將上述迴避方法加以延伸應用於一種非常簡單模型，借以描述規範向量場怎樣獲得質量。在這篇論文裏，希格斯給出後來知名為「希格斯玻色子」的假定量子的方程式。希格斯的1966年論文又推導出希格斯玻色子的衰變機制；只有帶質量玻色子衰變，假若找到衰變的跡象，就可以證實希格斯玻色子存在。
古拉尼團隊論文提到了布勞特團隊與希格斯分別獨立於1964年發表的論文。這論文也推導出希格斯玻色子的存在，但是希格斯的希格斯玻色子具有質量，而古拉尼團隊的希格斯玻色子不具有質量，這結果令人疑問兩種希格斯玻色子是否相同。在2009年與2011年發表的兩篇論文中，古拉尼解釋，在古拉尼團隊給出的模型裏，取至最低階近似，玻色子的質量為零，但是這質量的數值沒有被任何理論限制；取至較高階，玻色子可以獲得質量；另外，只有古拉尼團隊論文明白寫出模型裏沒有零質量戈德斯通玻色子，這論文是唯一對於整個希格斯機制給出完整分析的論文。
1971年，正在烏特勒支大學攻讀博士的傑拉德·特·胡夫特與他的論文指導教授馬丁紐斯·韋爾特曼共同將楊-米爾斯理論加以重整化。他們表示，假若按照希格斯機制來實現楊-米爾斯理論的對稱性破缺，則楊-米爾斯理論可以重整化。這是二十世紀理論物理學的重要成就之一。由於這貢獻，希格斯機制開始得到理所當然的重視。1999年，胡夫特與韋爾特曼共同因此獲得諾貝爾物理學獎。

## 成就與榮譽
1978年，布勞特、恩格勒與埃德加·岡濟格（Edgard Gunzig）合作發表論文《因果宇宙》（Causal Universe），提出宇宙暴脹的機制，因此獲得重力研究基金會（Gravity Research Foundation）的國際重力競賽（International Gravity Contest）第一名。
1997年，歐洲物理學會頒發高能量與粒子物理學獎（High Energy and Particle Physics Prize）給布勞特、恩格勒、希格斯，鼓勵他們「首先表述出一種關於帶質量、帶電荷向量玻色子的自洽理論，是基本粒子電弱理論的基礎」。
2004年，布勞特、恩格勒、希格斯榮獲 沃爾夫物理學獎 ，因為他們的「開創性工作，導致對於質量生成機制的深入了解，即每當局域規範對稱性被非對稱性地實現於亞原子粒子世界時，質量生成的機制。」
2010年，美國物理學會頒發理論粒子物理學櫻井獎給他們，因為他們「詳細闡述，在四維相對論性規範場論裏，自發對稱性破缺的性質與向量玻色子質量的持續守恆生成。」
1993年，布勞特成為法語布魯塞爾自由大學的榮譽退休教授。2004年，蒙斯-埃諾大學授予布勞特榮譽博士。2005年，荷語布魯塞爾自由大學（Vrije Universiteit Brussel）頒贈布勞特榮譽博士。

## 私人生活
布勞特很喜歡與大自然接觸。休閒時間，他常會到自家庭院修剪花草樹木。他甚至將他的紀念論文集取名為「伊甸園的園丁」。
布勞特有兩次婚姻。第一任妻子瑪蒂娜（Martine）過世後，他遇到凱茜（Kathy），兩人結為連理、鶼鰈情深
。布勞特晚年病榻纏綿，凱茜周善照顧、無微不至，布勞特在家裏安詳往生。